# Brunella Borciani
Brunella Borciani (Reggio Emilia, 22 aprile 1962) è una cantante italiana, in attività nella prima metà degli anni Ottanta.

## Carriera
Nel 1982 vince il Festival di Castrocaro con il brano Voglio e mi spoglio, acquisendo di diritto la partecipazione al Festival di Sanremo 1983 dove presenta E la neve scende, canzone scritta da Zucchero Fornaciari e Luigi Albertelli con arrangiamenti affidati a Vince Tempera, che non arriva in finale.
L'anno dopo si ripresenta al pubblico con un nuovo singolo della stessa casa discografica, la Fonit Cetra, con due brani scritti da Maurizio Piccoli, Adelio Cogliati e Philippe Leon, sempre arrangiati da Tempera, dopodiché la Borciani si ritira definitivamente da ogni circuito mediatico e discografico.

## Discografia parziale
- 1983: E la neve scende/Diamante (Fonit Cetra SP 1790)
- 1984: L'ultima idea/La mia vendetta (Fonit Cetra SP 1815)